# Super Trouper
Эта статья об альбоме ABBA, об одноимённой песне см. Super Trouper (песня).
| Оценки критиков                   | Оценки критиков |
| Источник                          | Оценка          |
| --------------------------------- | --------------- |
| AllMusic                          | [ 1 ]           |
| Blender                           | [ 2 ]           |
| The Daily Vault                   | A−              |
| The Encyclopedia of Popular Music | [ 4 ]           |
| rollingstone.de                   | [ 5 ]           |
| The Rolling Stone Album Guide     | [ 6 ]           |
| Smash Hits                        | 5/10            |

Super Trouper — седьмой студийный альбом шведской группы ABBA, выпущенный в 1980 году. Он стал шестым альбомом группы, возглавившим британские чарты, а также лидером продаж в Великобритании в 1980 году.

## Об альбоме
Являясь одним из самых успешных релизов группы, «Super Trouper» многократно переиздавался. Альбом впервые был издан на CD в 1983 лейблом Polydor Records, затем компанией Atlantic Records. В цифровом формате «Super Trouper» выпускался трижды: в 1997, 2001 и 2005 годах (последний раз — как часть комплекта The Complete Studio Recordings).
Возможно, из-за падения популярности диско на рубеже десятилетий альбом приобрёл более умеренное поп-звучание по сравнению с танцевальным Voulez-Vous.

## Название альбома
«Super Trouper» — зарегистрированная торговая марка компании Strong Entertainment Lighting, под которой она продаёт прожектора, используемые для освещения сцены. Дизайнер обложки альбома, Руне Сёдерквист, решил обыграть это обстоятельство и сфотографировать участников группы в окружении цирковой труппы. Первоначально съёмку хотели провести в Лондоне, но из-за правовых препятствий местом фотосессии была избрана студия Europa Film Studios в Стокгольме, куда пригласили местных цирковых артистов, а также некоторых друзей группы.
Одновременно с этим Лассе Халльстрём начал снимать материал для будущего клипа к песне «Super Trouper», хотя она к тому времени даже не была написана.

## Список композиций
Все песни написаны Бьорном Ульвеусом и Бенни Андерсоном.
Сторона А
1. «Super Trouper»
2. «The Winner Takes It All»
3. «On and On and On»
4. «Andante, Andante»
5. «Me and I»

Сторона Б
1. «Happy New Year»
2. «Our Last Summer»
3. «The Piper»
4. «Lay All Your Love on Me»
5. «The Way Old Friends Do»

## Синглы с альбома
1. «The Winner Takes It All» / «Elaine» (июль 1980)
2. «Super Trouper» / «The Piper» (ноябрь 1980)
3. «Happy New Year» / «Andante Andante» (некоторые страны; ноябрь 1980)
4. «On and On and On» / «The Piper» (декабрь 1980) (Japan only)
5. «Andante Andante» / «The Piper» (некоторые страны, в т. ч. Аргентина, Сальвадор, ЮАР; 1981)
6. «Lay All Your Love on Me» / «On and On and On» (июль 1981)

## В записи участвовали
| Имя                 | Инструмент                 |
| ABBA                | ABBA                       |
| ------------------- | -------------------------- |
| Бенни Андерссон     | синтезатор, клавиши, вокал |
| Агнета Фельтског    | вокал                      |
| Анни-Фрид Лингстад  | вокал                      |
| Бьорн Ульвеус       | акустическая гитара, вокал |
| Дополнительно       |                            |
| Ола Брункерт        | барабаны                   |
| Ларс Карлссон       | горн                       |
| Рутгер Гуннарссон   | бас-гитара                 |
| Янне Клинг          | флейта, саксофон           |
| Пер Линдваль        | барабаны                   |
| Янне Шаффер         | гитара                     |
| Оке Сундквист       | ударные                    |
| Майк Уотсон         | бас-гитара                 |
| Лассе Велландер     | гитара                     |
| Кайтек Войцеховский | саксофон                   |

- Продюсеры: Бенни Андерссон, Бьорн Ульвеус
- Звукоинженер: Майкл Третов
- Дизайн: Руне Сёдерквист

## Хит-парады
| Год  | Чарт                            | Высшая позиция |
| ---- | ------------------------------- | -------------- |
| 1980 | Аргентинский чарт альбомов      | 2              |
| 1980 | Австралийский чарт альбомов     | 5              |
| 1980 | Австрийский чарт альбомов       | 3              |
| 1980 | Бельгийский чарт альбомов       | 1              |
| 1980 | Канадский чарт альбомов         | 4              |
| 1980 | Нидерландский чарт альбомов     | 1              |
| 1980 | Финский чарт альбомов           | 2              |
| 1980 | Французский чарт альбомов       | 8              |
| 1980 | Итальянский чарт альбомов       | 13             |
| 1980 | Японский чарт альбомов          | 8              |
| 1980 | Мексиканский чарт альбомов      | 1              |
| 1980 | Новозеландский чарт альбомов    | 5              |
| 1980 | Норвежский чарт альбомов        | 1              |
| 1980 | Испанский чарт альбомов         | 4              |
| 1980 | Шведский чарт альбомов          | 1              |
| 1980 | Швейцарский чарт альбомов       | 1              |
| 1980 | Британский чарт альбомов        | 1              |
| 1980 | Billboard 200 (США)             | 17             |
| 1980 | Западногерманский чарт альбомов | 1              |

| Год  | Сингл                     | Чарт             | Позиция |
| ---- | ------------------------- | ---------------- | ------- |
| 1980 | «The Winner Takes It All» | UK Singles Chart | 1       |
| 1980 | «Super Trouper»           | UK Singles Chart | 1       |
| 1981 | «Lay All Your Love on Me» | UK Singles Chart | 7       |

| Год  | Сингл                     | Чарт                    | Позиция |
| ---- | ------------------------- | ----------------------- | ------- |
| 1980 | «The Winner Takes It All» | Норвежский чарт синглов | 3       |
| 1980 | «Super Trouper»           | Норвежский чарт синглов | 2       |
| 1981 | «Happy New Year»          | Норвежский чарт синглов | 11      |

| Год  | Сингл                                                        | Чарт               | Высшая позиция |
| ---- | ------------------------------------------------------------ | ------------------ | -------------- |
| 1980 | «The Winner Takes It All»                                    | Billboard Hot 100  | 8              |
| 1980 | «The Winner Takes It All»                                    | Adult Contemporary | 1              |
| 1980 | «Lay All Your Love on Me»/«Super Trouper»/«On and On and On» | Club Play Singles  | 1              |
| 1981 | «Super Trouper»                                              | Billboard Hot 100  | 45             |
| 1981 | «Super Trouper»                                              | Adult Contemporary | 14             |
| 1981 | «On and On and On»                                           | Billboard Hot 100  | 90             |